# Zagrajec
Zagrajec – wieś w Słowenii, w gminie Komen. W 2018 roku liczyła 24 mieszkańców.